# Discococcus flabellatus
Discococcus flabellatus är en insektsart som beskrevs av Ferris 1953. Discococcus flabellatus ingår i släktet Discococcus och familjen ullsköldlöss. Inga underarter finns listade i Catalogue of Life.